# Museo Veterinario de Badajoz
El Museo Veterinario de Badajoz, es el Museo del Colegio de Veterinarios de la Provincia de Badajoz, perteneciente al Ilustre Colegio de Veterinarios de la Provincia de Badajoz, ubicado en la planta superior de la institución, en la ciudad de Badajoz (España).
Es un Museo de Historia de la Veterinaria de la Provincia de Badajoz, único en España por sus dimensiones y contenido, cuyas colecciones museísticas y documentales suponen un verdadero centro de documentación e investigación sobre la Historia de la Veterinaria.
Fue inaugurado el 23 de febrero de 2018, año en que la institución cumplía los 110 años de historia, con intervención del Profesor y Arqueólogo D. José Ángel Calero Carretero, que pronunció una conferencia titulada: “La Colección Museística del Colegio de Veterinarios de Badajoz”. Además, se presentó previamente una obra en la que se refleja la historia de la centenaria entidad.